# Živkovići
Živkovići su naseljeno mjesto u sastavu općine Zenice, Federacija Bosne i Hercegovine, BiH. Nalaze se uz obalu Seočke rijeke.

## Stanovništvo
Prema popisu 1991. ovdje su živjeli:
- Muslimani - 143 (95,97%)
- Hrvati - 2 (1,34%)
- Jugoslaveni - 4 (2,68%)